# Saint-Vivien-de-Monségur
Saint-Vivien-de-Monségur település Franciaországban, Gironde megyében. Lakosainak száma 402 fő (2022. január 1.). Saint-Vivien-de-Monségur Monségur, Cours-de-Monségur, Sainte-Gemme, Saint-Michel-de-Lapujade, Castelnau-sur-Gupie, Lagupie és Saint-Géraud községekkel határos.

## Népesség
A település népessége az elmúlt években az alábbi módon változott:
| Lakosok száma | 453  | 321  | 360  | 376  | 373  | 365  | 366  | 383  | 395  | 402  |
|               | 1968 | 1982 | 1990 | 2006 | 2013 | 2015 | 2017 | 2019 | 2020 | 2022 |